# Паризи, Джованни
Джованни Паризи (итал. Giovanni Parisi, 2 декабря 1967, Вибо-Валентия, Калабрия — 25 марта 2009, Вогера, Ломбардия) — итальянский боксёр, олимпийский чемпион 1988 года.
На Олимпиаде в Сеуле Джованни Паризи выиграл титул в весовой категории до 57 кг. В двух поединках он победил единогласным решением судей (5:0), а три (в том числе полуфинал и финал) завершил досрочно.
В 1989 году перешёл в профессиональный бокс. В 1990-х годах был чемпионом WBO в двух разных весовых категориях. Последний бой провёл 8 октября 2006 года, где проиграл Фредерику Клозе.
25 марта 2009 года Джованни Паризи погиб в автокатастрофе у Вогеры (Ломбардия) в лобовом столкновении его автомобиля с грузовиком.